# Comté de Portugal
Pour les articles homonymes, voir Portugal (homonymie).
868–1139
Entités précédentes :
- Royaume de Galice
- Royaume des Asturies
- Comté de Coimbra

Entités suivantes :
- Royaume de Portugal
- Couto Misto

Le comté de Portugal (Condado Portucalense ou Condado de Portucale; dans les documents de l'époque, le nom utilisé était Portugalia ) est un État du Haut Moyen Âge comprenant une partie du Portugal actuel.
Il y eut en fait deux comtés de Portugal durant la Reconquista : un premier (parfois distingué du second par le terme Condado de Portucale) fondé par Vímara Peres à la suite de la prise de Portucale (en fait Gale en face de Porto) en 868. Il sera annexé par le royaume de Galice en 1071 à la mort du comte Nuno II Mendes. Ce comté, malgré une certaine autonomie, restera toujours une dépendance du royaume des Asturies/royaume de León/royaume de Galice. Son territoire correspondait plus ou moins à l'actuelle région située entre le Douro et le Minho.
Le second, nommé Condado Portucalense, constitué en 1095 en fief du roi Alphonse VI de León et offert à Henri de Bourgogne, un Bourguignon venu lui prêter main-forte dans la reconquête des terres aux Maures. Il recevra également la main de sa fille Thérèse de León. Ce comté occupera un territoire beaucoup plus important puisqu'il englobera l'ancien comté de Coimbra, supprimé en 1091, une partie de Trás-os-Montes et aussi du sud de la Galice (principalement du diocèse de Tui). Il donnera naissance au Royaume de Portugal en 1139.
Il faut préciser que le terme Comté est un terme générique pour désigner le territoire Portucalense, son souverain pouvant être un comes (comte), un dux (duc) ou un princeps (prince).

## Origines de la ville de Portucale (Porto)
Depuis le IXe siècle était appelée Portucale (Portus cale ou Porto de Cale) la ville située à l'embouchure du fleuve Douro et servant de port à la ville de Cale (actuelle Vila Nova de Gaia). Portucale viendrait de la jonction de deux mots, un latin, portus signifiant port, l'autre grec, καλός [kalós], signifiant beau. C'est depuis cette époque que l'expression terra portucalense ou província portucalense est utilisée pour désigner le territoire délimité au nord par la terra bracarense et au sud par le fleuve Vouga, et ayant comme capitale la ville de Portucale.
Les rives de l'estuaire du Douro étaient peuplées pendant l'époque romaine, mais on ne connaît pas exactement l'emplacement de ces peuplements. Plusieurs siècles plus tard, la paroisse suève de saint martin de Dume  y faisait référence  : Portucale castrum antiquum, pour le village situé sur la rive gauche, et Portucale castrum novum pour celui situé sur celle de droite.
Avant la création du comté, Portucale fut le siège de divers événements :
- 457 : emprisonnement du roi suève Rechiaire lors de l'invasion du wisigoth Théodoric II ;
- Révolte de son gouverneur Agiulf. Il prétendait au trône et fut exécuté ;
- 585 : Andeca, dernier roi suève, fut vaincu par le wisigoth Léovigilde ;
- VIe siècle : fondation de l'évêché Portucalense, avec comme évêque l'évêque de Braga ;
- VIIIe siècle: Conquête musulmane de l'Hispanie ;
- 868 : Reconquête de Portucale par le chrétien Vímara Peres ; le premier comté est fondé et à sa tête est nommé Vímara Peres.

## Le premier comté: 868 - 1071

### Histoire
Même s'il jouissait d'une certaine autonomie, ce premier comté resta dépendance du Royaume de León ou du Royaume de Galice. Portucale fut réoccupée, reconstruite et sans doute fortifiée. Commença une période prospère pour elle. Elle fut le point de départ d'une réorganisation administrative, et dans certains cas d'un repeuplement. Sa sphère d'influence allait au-delà des limites de l'ancien évêché, (aussi bien au nord du rio Ave, qu'au sud du rio Douro). On commença alors à appeler ce territoire Terra Portugalense. Peu à peu sont élargies les frontières du territoire qui, dans ce sens, confinait avec d'autres territoires (Braga, Lamego, Viseu, Terras de Santa Maria et Coimbra). La reconquête permit également de restaurer l'évéché. Les évêques de Portucale été installés dans une petite population appelée Magneto (que les spécialistes font correspondre à l'actuel Meinedo, dans la municipalité de Lousada).
- 871 : Reconquête de la ville de Coimbra.
- 878 : Fondation du Comté de Coimbra au profit de Hermenegildo Mendes.

Sa position charnière entre monde chrétien et musulman rendit possible une époque de paix sur le territoire compris entre le Douro et le Minho.
- Xe siècle : Destruction du Comté de Coimbra.

Recul de la frontière de nouveau au Douro, à la suite des campagnes d'Almanzor.
- 997 : Gonçalo Mendes se fait appeler magnus dux portucalensium, pour affirmer son autonomie.

- Seconde moitié du XIe siècle : Reconstitution du Comté de Coimbra, qui incluait non seulement Mondego mais aussi Lamego, Viseu et Feira. Le comte (aussi appelé alvazil ou en espagnol alguazíl) Sesnando Davides en était à la tête. C'était un mozarabe au service de Fernando I de León et Castille.
- 1064 : Conquête définitive de Coimbra par Sesnando Davides.

La Terra Portugalense fut repeuplée pendant le règne de Alfonso III, sous le gouvernement de Vímara Peres et ses descendants. Nuno II Mendes chercha à obtenir une autonomie plus importante face à García II, qui avait obtenu le Royaume de Galice et Portugal à la mort de son père Fernando Magno.
- 1071 : Bataille de Pedroso.

Nuno Mendes est vaincu par García. Annexion du comté par la Galice.

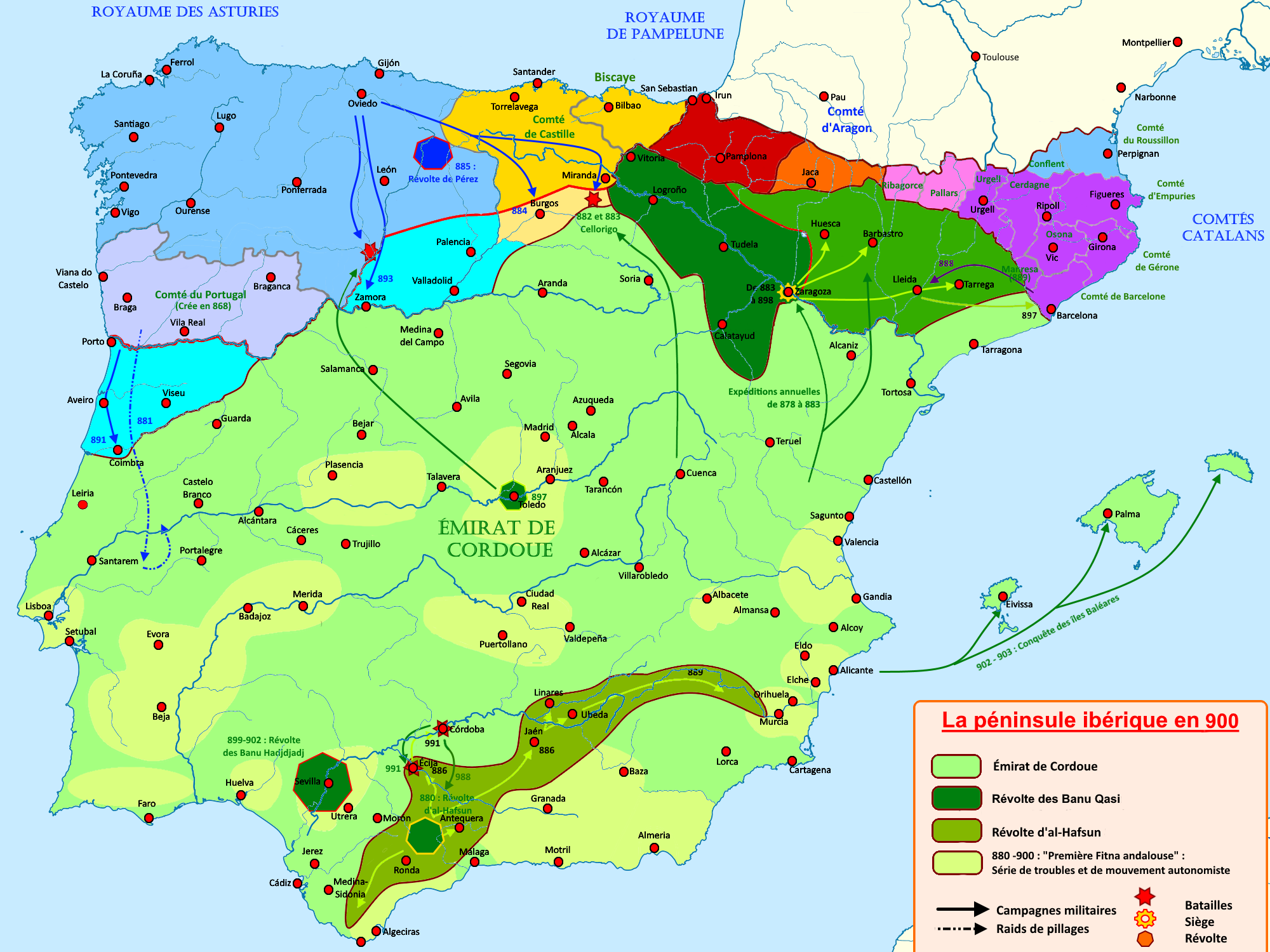
Comté du Portugal de sa création à 900
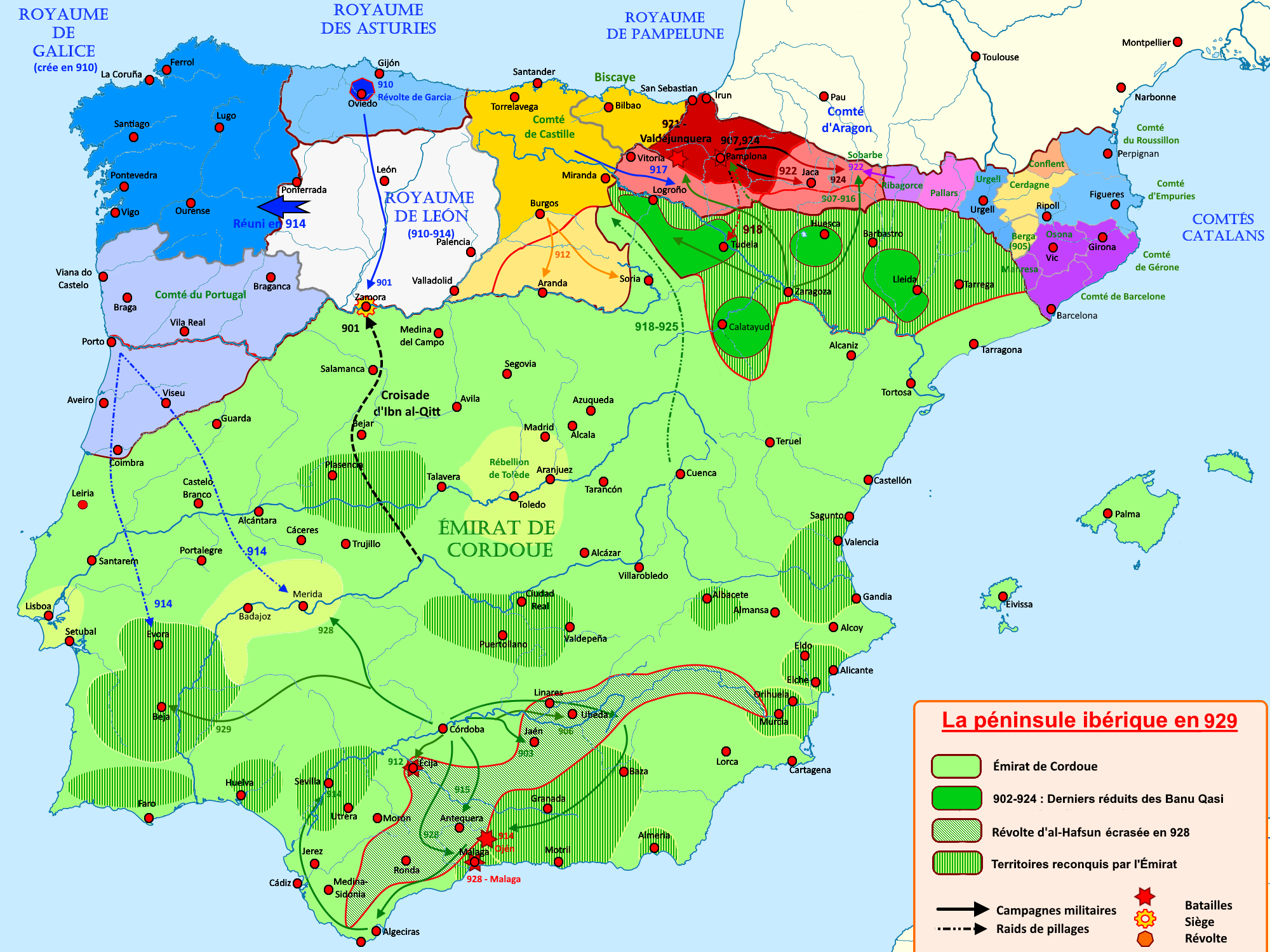
Comté du Portugal de 900 à 929
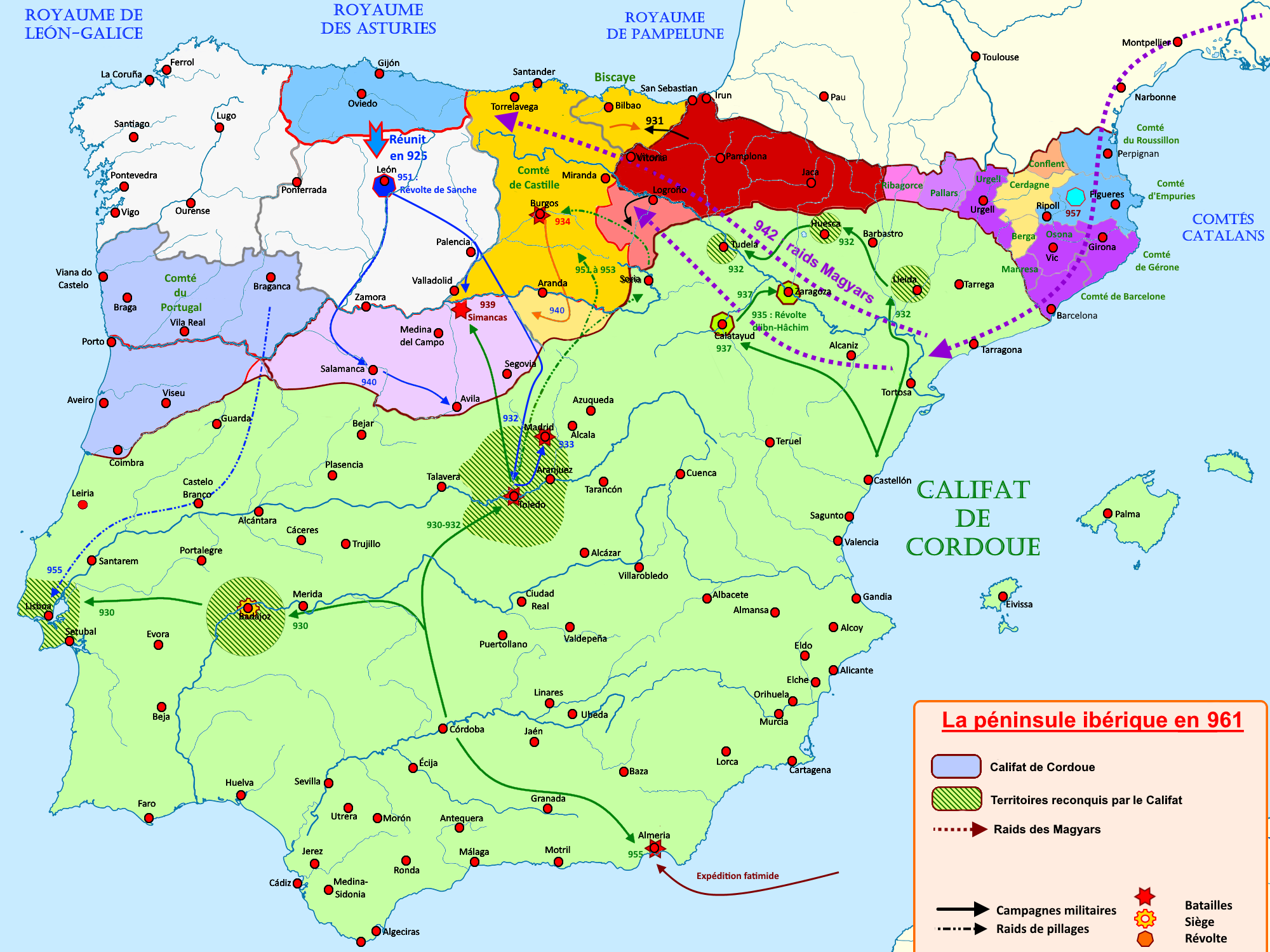
Le comté du Portugal de 929 à 961
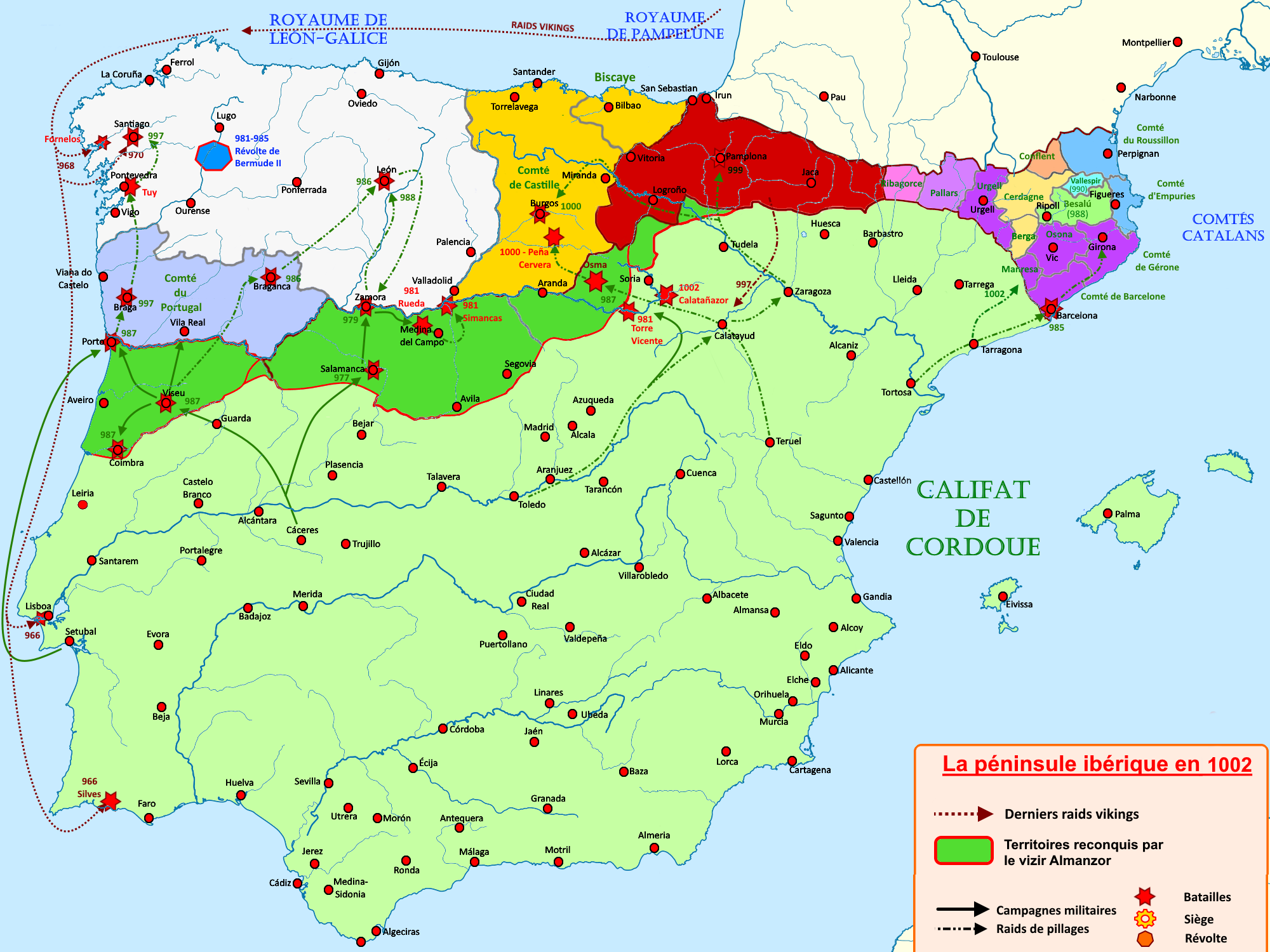
Le comté du Portugal de 961 à 1002
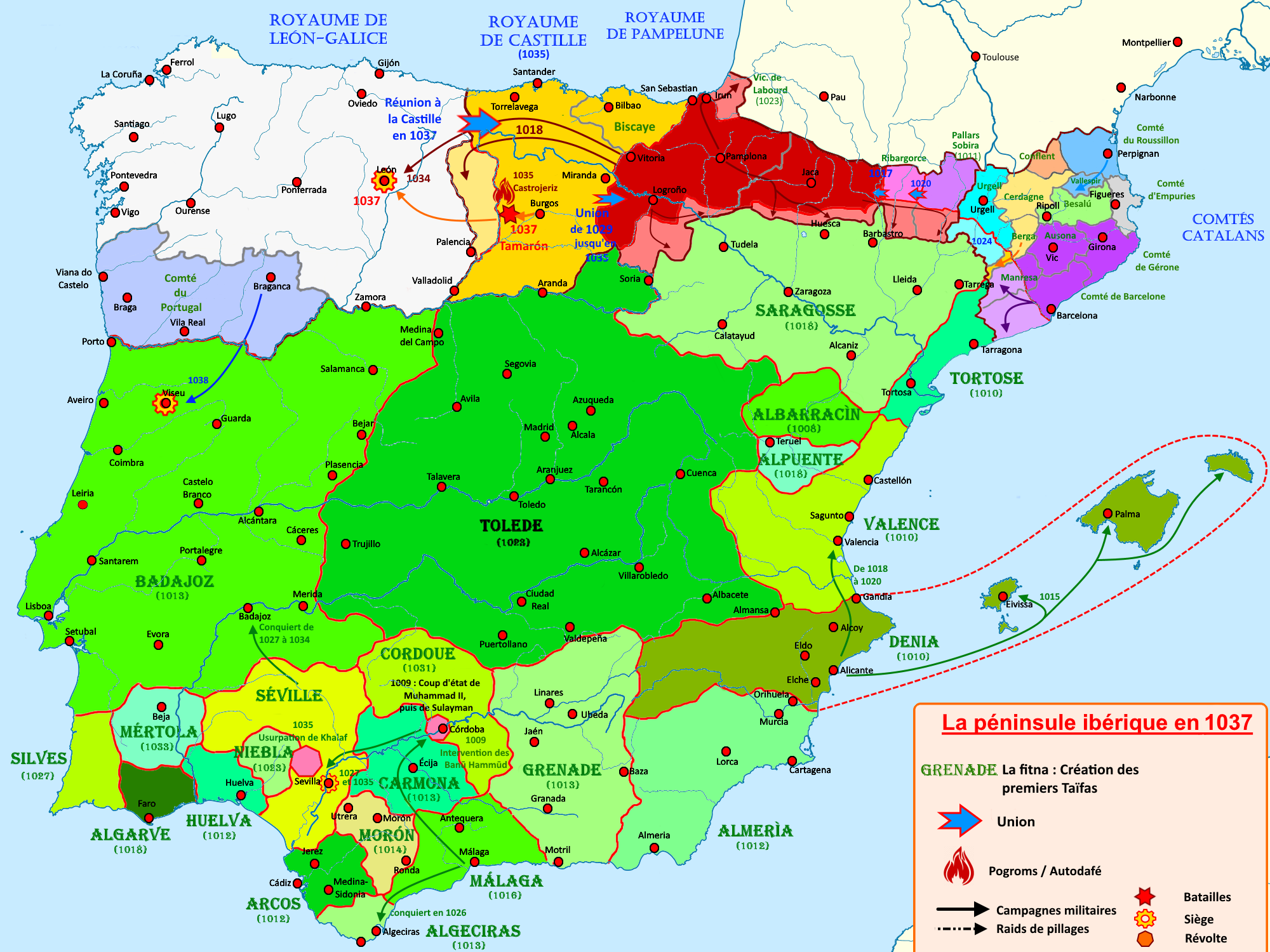
Le comté du Portugal de 1002 à 1037
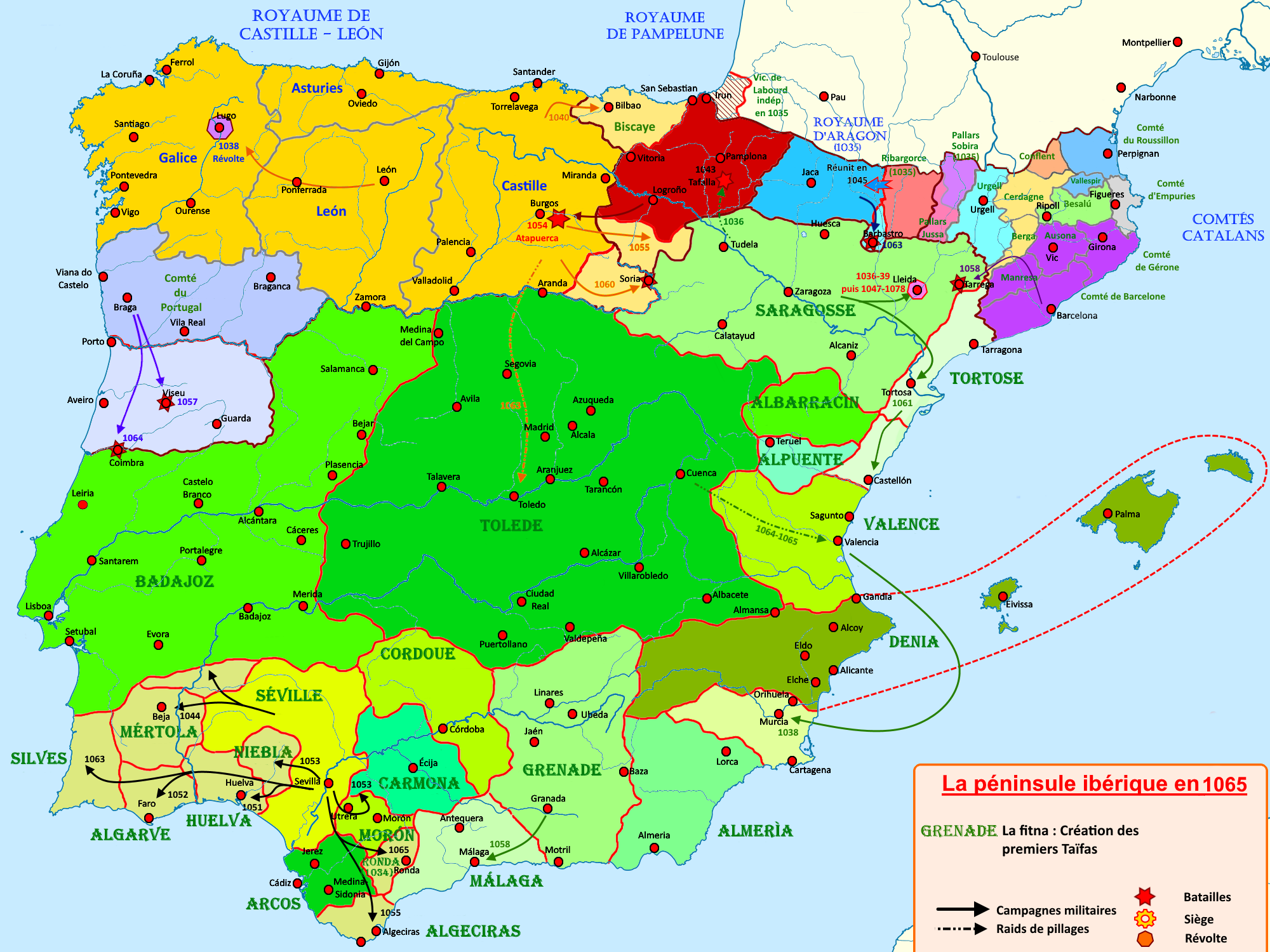
Le comté du Portugal de 1037 à 1065
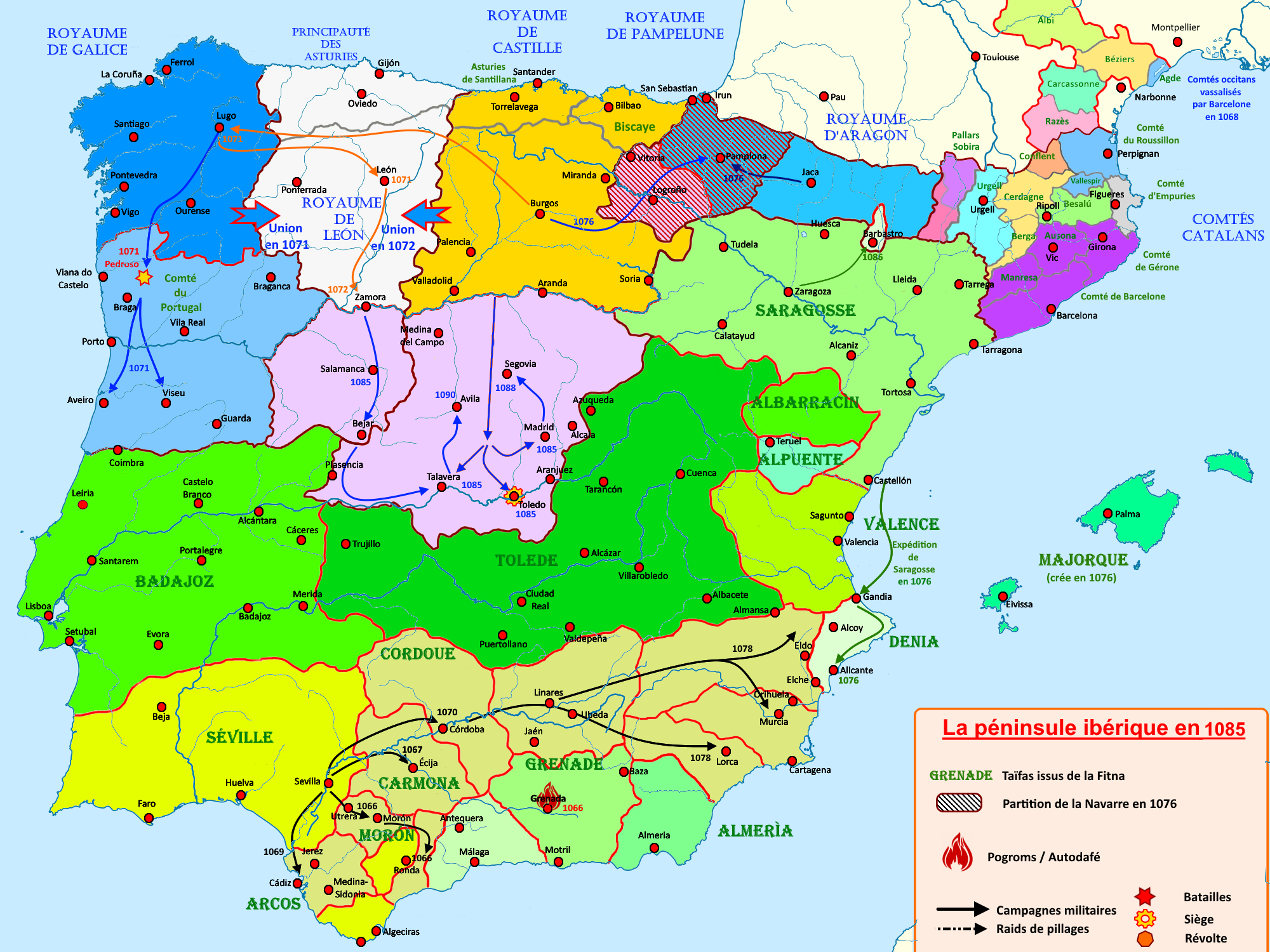
La fin du premier comté du Portugal en 1071

## Le second comté: 1095 - 1139

Drapeau supposé du Comté portugais, dérivant du drapeau de Henri de Bourgogne, comte de Portugal

L'ambition d'Alphonse VI était de reconstruire l'unité des États de son père (voir Royaume de León).
En 1091 García II meurt, prisonnier d'Alfonso. À cette époque, la vigueur des incursions Almoravides imposa la réorganisation de la défense du royaume et la redistribution des pouvoirs militaires. Alfonso VI prit le commandement dans la zone centrale, accorda un commandement (officieux) au Cid à Valence, confia le troisième commandement, à l'ouest à Raymond de Bourgogne, époux d'Urraque Ire de León. Ce dernier ne parvint pas à défendre efficacement la frontière du Tage. Il perdit Lisbonne, qui avait été autrefois cédée avec Santarém aux rois de León par la Taifa de Badajoz. Selon quelques historiens d'aujourd'hui, c'est une des raisons pour lesquelles Alfonso décida de diviser en deux la zone initialement attribuée à Raimundo.
En 1095 Alfonso VI attribua le commandement de la zone la plus exposée à Henrique de Bourgogne. Le fief du Comté de Portugal est recréé . Ce comté était d'une étendue plus grande que le premier. Il comprenait aussi l'ancien Comté de Coimbra une partie de Trás-os-Montes et aussi du sud de la Galice. Henrique avait aussi épousé la fille d'Alfonso VI, Teresa de León ,. Beaucoup de raisons furent avancées sur la participation d'Henrique aux plans d'Alfonso VI. Peut-être pour être le neveu de la reine décédée Constance de Bourgogne. Henrique appartenait à la lignée des Ducs de Bourgogne alors que Raimundo appartenait à la lignée des Comtes de Bourgogne. Il était aussi le petit-neveu de Saint Hugues de Cluny, et il défendit les intérêts politiques de l'Ordre de Cluny.
L'influence politique d'Henrique à la cour du royaume de León s'accrut. Il espérait succéder au roi de León. Cet espoir s'évanouit à la mort de l'infant Sancho, quand Urraca épousa Alfonso Ier de Aragon.
Les comtes ou les gouverneurs tenaient du roi de larges pouvoirs administratifs, judiciaires et militaires. L'objectif d'Henrique était d'acquérir une complète autonomie dès que le moment serait propice. Henrique encouragea la croissance démographique et la valorisation de son domaine. Il accorda des chartes aux villes et fonda des cités nouvelles. L'une d'entre elles fut Guimarães; il y attira nombre de Français grâce à des privilèges. Henrique s'installa dans cette ville, dans un palais à l'intérieur de la forteresse.
- 1112 : Mort d'Henrique. Régence de Teresa de León pendant la minorité de Afonso Henriques.
- 1121 : Teresa commença à s'intituler Reine [6],[7].

Survinrent d'importants conflits entre elle et le haut clergé et surtout Fernão Peres de Trava, noble galicien qui gouvernait les districts de Porto et de Coimbra, qui la détestait. Les habitants et son fils, Afonso Henriques, systématiquement écartés des affaires publiques, se révoltèrent.
- 1125 : À 14 ans, Afonso Henriques s'arme lui-même chevalier, selon la coutume des rois, devenant ainsi guerrier indépendant.

- 1128 : Bataille de São Mamede (Guimarães).

Afonso Henriques vainquit sa mère Teresa, et prit le contrôle du comté. Souhaitant obtenir l'indépendance du Comté ,, il démarra une guerre contre le roi de León, Alfonso VII, lors de la bataille de Cerneja.
- 1139 : Bataille d'Ourique [8].

Afonso Henriques vainquit les Maures. Finalement, en 1143, son suzerain nominal, Alphonse VII de Léon et de Castille reconnaît l'indépendance « de facto » du Portugal par le Traité de Zamora .

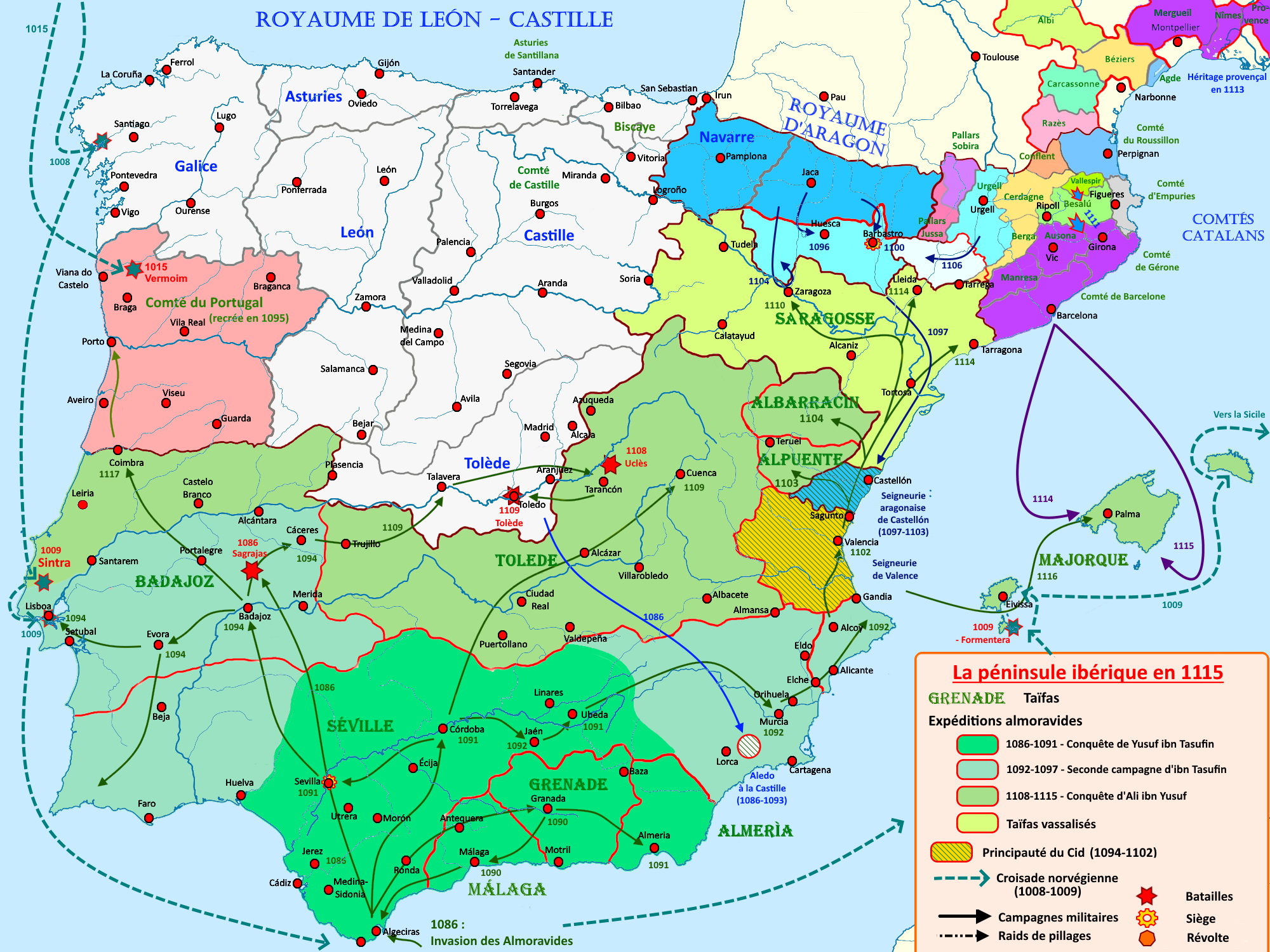
La fondation du second comté du Portugal
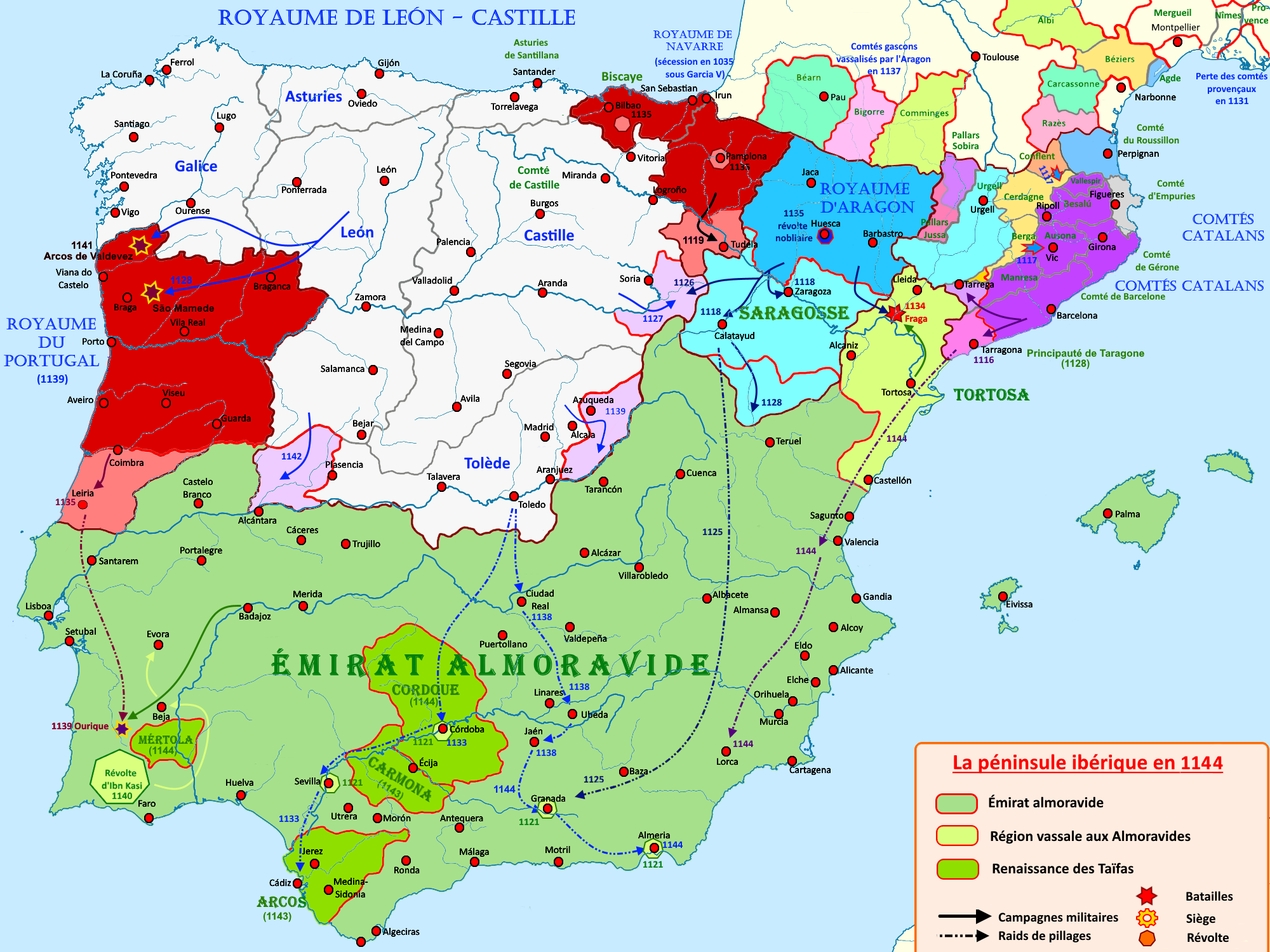
La création du royaume du Portugal de 1115 à 1144

## Liste des Comtes

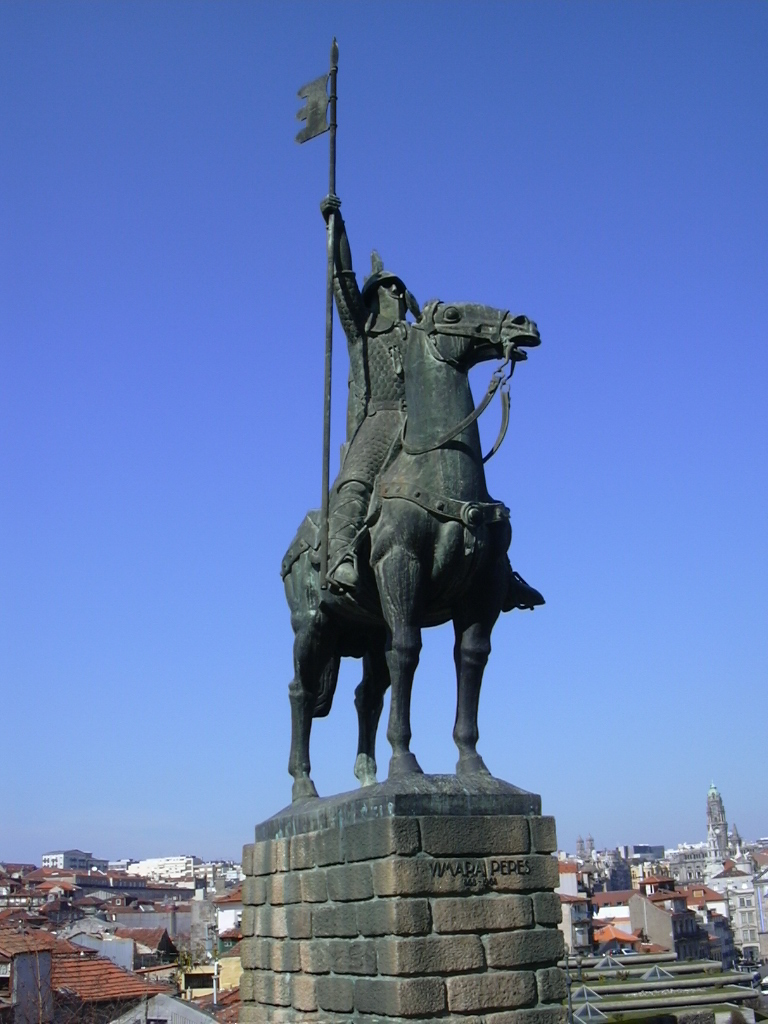
Statue de Vímara Peres à Porto

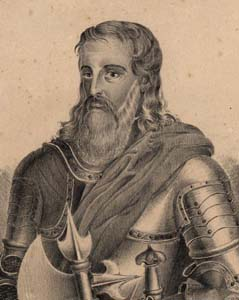
Henri de Bourgogne.

### Maison de Vímara Peres: 868 - 1071
- 868 - 873 : Vímara Peres
- 873 - ? : Lucídio Vimaranes, fils du précédent
- ? - avant 924 : Diogo Fernandes, époux de Onega Lucides, fille du précédent
- 926 : Hermenegildo Gonçalves, aussi appelé Mendo Ier Gonçalves, fils du comte Gonçalo de Galice, époux de Mumadona Dias, fille des précédents
- vers 950 - 999 : Gonçalo Mendes, fils des précédents, Magnus Dux (grand-duc)
- 999-1008 : Mendo II Gonçalves, fils ou neveux du précédent, époux de Toda ou Tudadomna
- 1008-1015 : Alvito Nunes, descendant de Vímara Peres, époux de la comtesse Tudadomna
- 1017-1028 : Nuno Ier Alvites, fils du précédent, époux de Ilduara Mendes, fille de Mendo Gonçalves
- 1028-1050 : Mendo III Nunes
- 1050-1071 : Nuno II Mendes

### Maison de Bourgogne: 1095 - 1139
- 1095 - 1112 : Henri de Bourgogne
- 1112 - 1128 : Thérèse de León
- 1128 - 1139 : Afonso Henriques, qui porta le titre de Dux (duc)